# Klášterec nad Ohří
Klášterec nad Ohří (in tedesco Klösterle an der Eger) è una città della Repubblica Ceca facente parte del distretto di Chomutov, nella regione di Ústí nad Labem, attraversata dal fiume Ohře. 
Alcune zone della città sono formate dall'unione dei villaggi di Miřetice (parte moderna della città, con molte case prefabbricate), Ciboušov, Klášterecká Jeseň, Lestkov, Mikulovice, Rašovice, Šumná, Vernéřov, Hradiště, Kunov, Horní Miřetice, Pavlov, Potočná, Suchý Důl, Útočiště, e Velká Lesná.

## Storia
La città fu fondata dai monaci benedettini provenienti da Postoloprty nel XII secolo. Nella città costruirono un monastero, che però andò distrutto nel XIII secolo. Nonostante ciò, l'attuale nome deriva comunque da questa costruzione ('monastero', in ceco klášter, in tedesco Kloster).

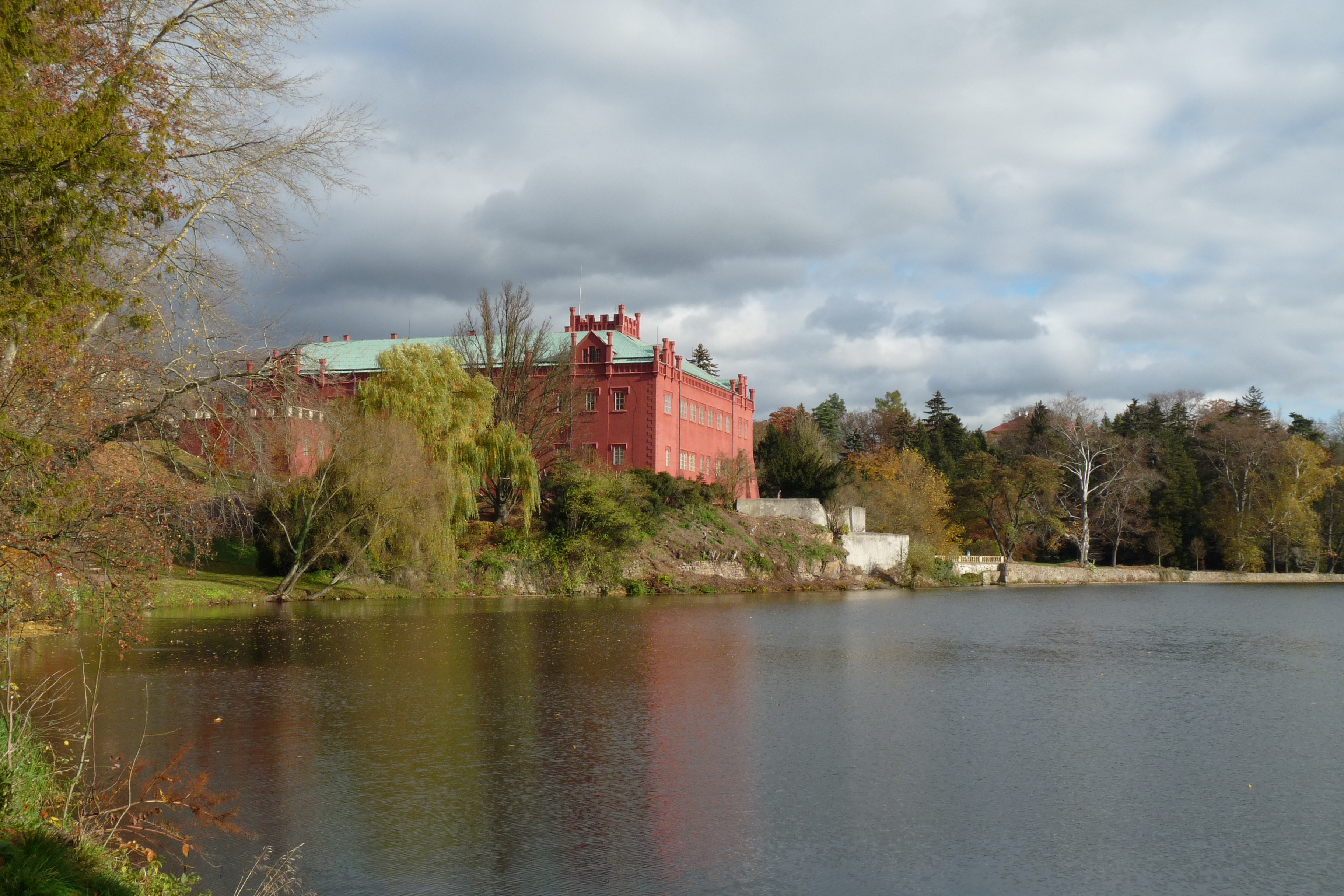
Il castello neogotico, lungo il fiume Ohře

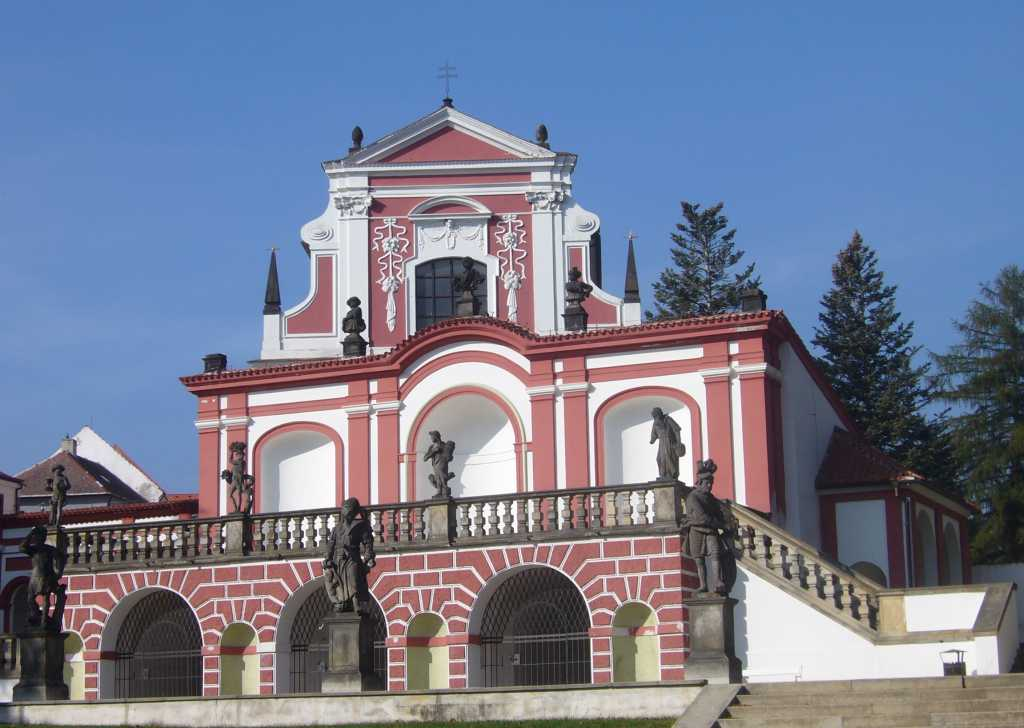
La "Sala terrena" barocca

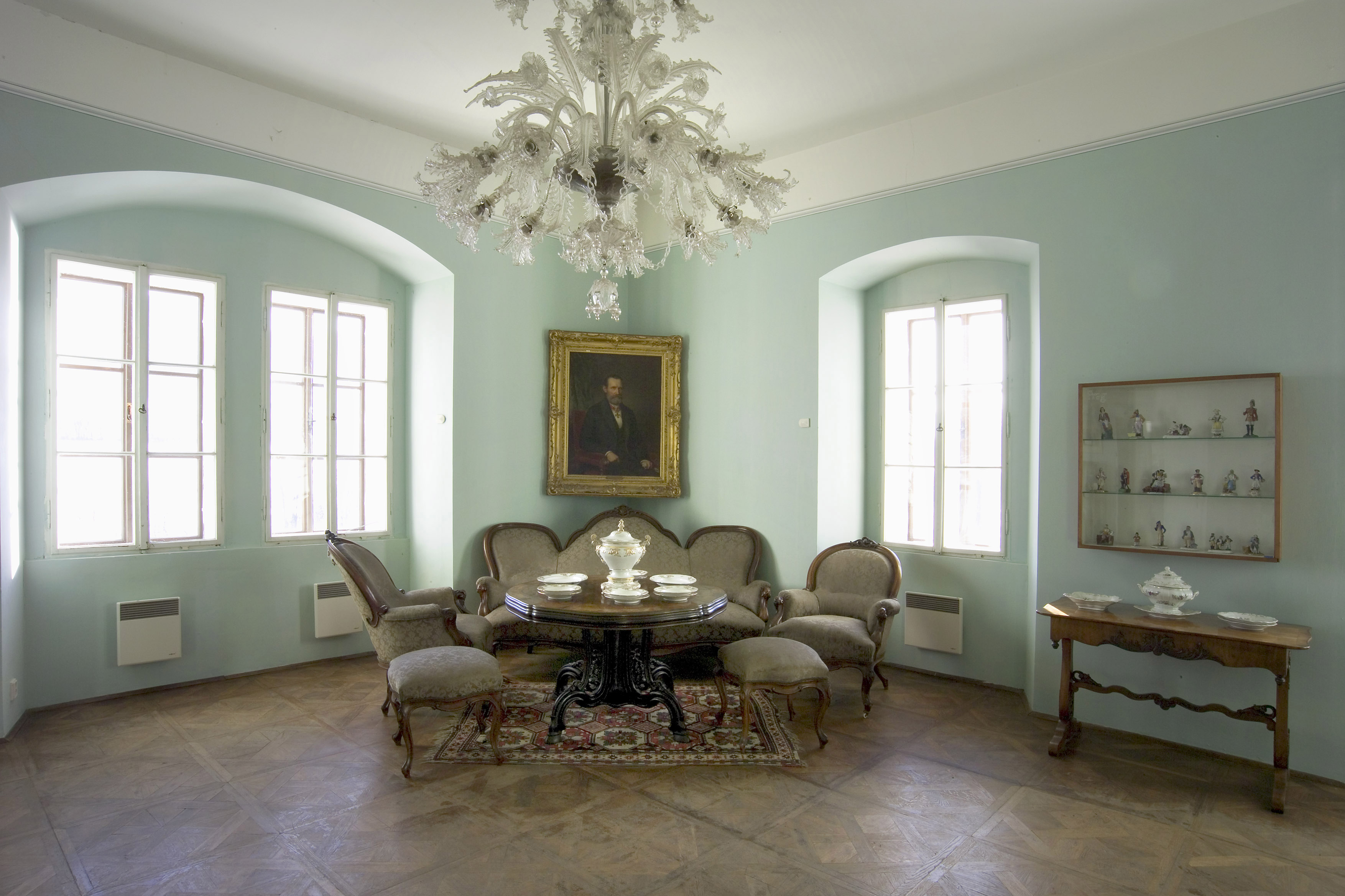
Un salotto all'interno del castello

## Monumenti e luoghi d'interesse
- Castello di Klášterec nad Ohří. Originariamente fu costruito a partire dal 1514 come tipico castello rinascimentale, ma venne ristrutturato diverse volte, fino a raggiungere l'attuale aspetto neogotico con il restauro degli anni 1856-1860 (su disegno dell'architetto Václav Hagenauer).[3] Davanti al castello si trova la "sala terrena" barocca, con sculture di Jan Brokoff, e un parco all'inglese creato progressivamente a partire dal XIX secolo. Dopo essere appartenuto per secoli alla famiglia Thun-Hohenstein (alcune tombe di famiglia sono conservate all'interno del castello), il complesso è attualmente di proprietà della città. Il castello ospita anche il museo della porcellana ceca, con importanti collezioni di porcellana ceca e altra europea ceca, cinese e giapponese, e collezioni di pietre preziose.
- Fabbrica di porcellana. Fabrica Weber fondata nel 1794, dal 1813 ad oggi con marca "Thun".
- Castello di Egerberk, nell'omonima località.

## Geografia antropica

### Frazioni

#### Rašovice
Rašovice (Raschwitz in tedesco) è un piccolo villaggio che si incontra nella strada fra Klášterec nad Ohří a Kadaň. Rimase il suo nome fino al 1924 (dopo denominato Roch). Dal 1961 il villaggio è parte di Klášterec nad Ohří. Sopra il villaggio è possibile vedere le rovine del castello di Lestkov.